# Tre Valli Varesine 1921
La Tre Valli Varesine 1921, terza edizione della corsa, si svolse il 5 giugno 1921 su un percorso di 137 km. La vittoria fu appannaggio dell'italiano Luigi Gilardi, che completò il percorso in 4h25'33", precedendo il connazionale Vincenzo Botta. Adriano Zanaga, 1º classificato sul percorso, fu squalificato per infrazione al regolamento di gara.

## Ordine d'arrivo (Top 10)
| Pos. | Corridore        | Squadra | Tempo    |
| ---- | ---------------- | ------- | -------- |
| 1    | Luigi Gilardi    | -       | 4h25'33" |
| 2    | Vincenzo Botta   | -       | a 3'00"  |
| 3    | non assegnato    | -       | -        |
| 4    | G. Locatelli     | -       | a 5'00"  |
| 5    | Riboldi          | -       | a 8'00"  |
| 6    | Guagni           | -       | s.t.     |
| 7    | Marcello Berti   | -       | s.t.     |
| 8    | Rivalta          | -       | s.t.     |
| 9    | Giuseppe Artioli | -       | s.t.     |
| 10   | Angelo Manfredi  | -       | s.t.     |